# 路德维希近郊-伊萨尔近郊

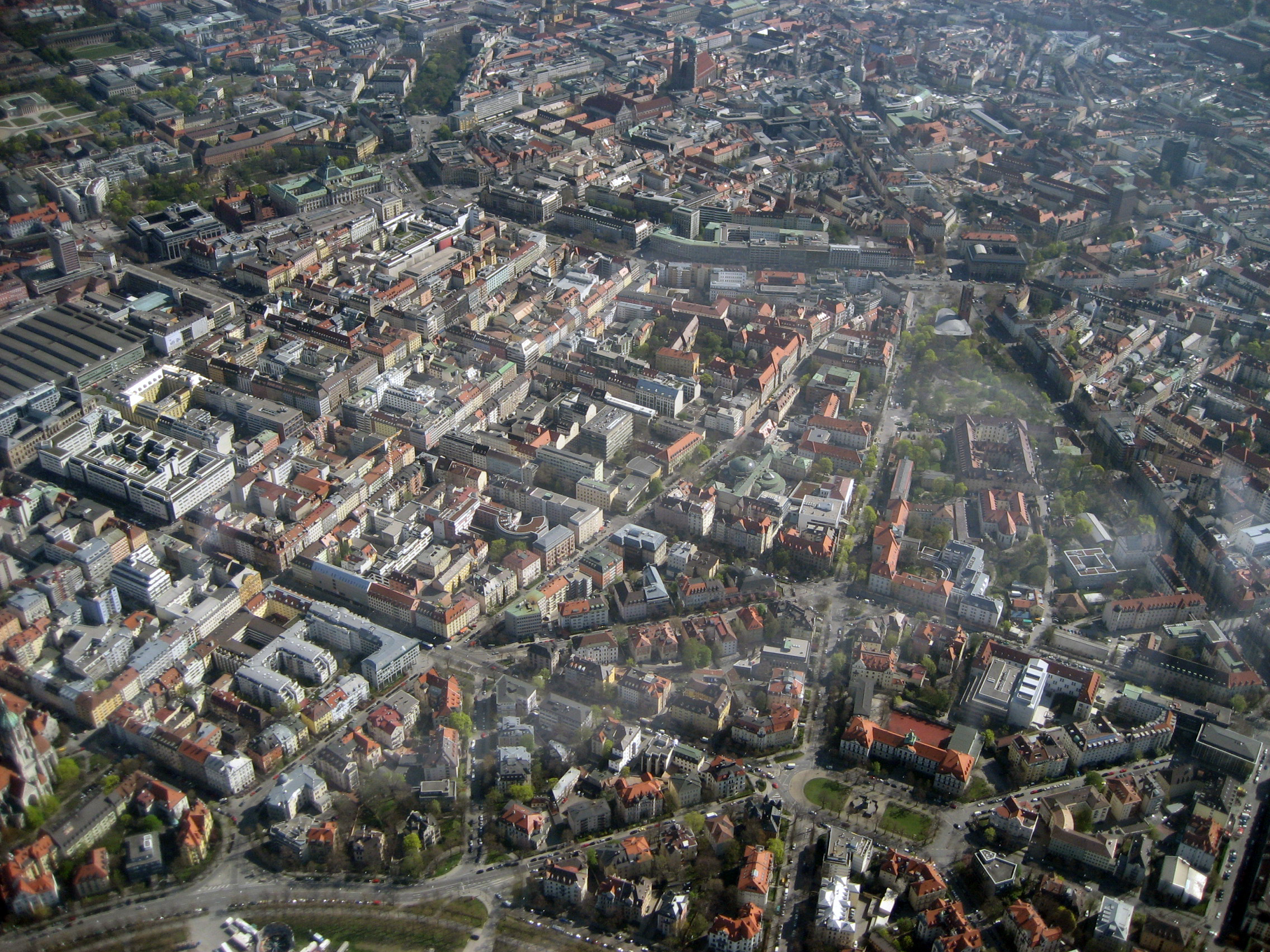
路德维希近郊鸟瞰图

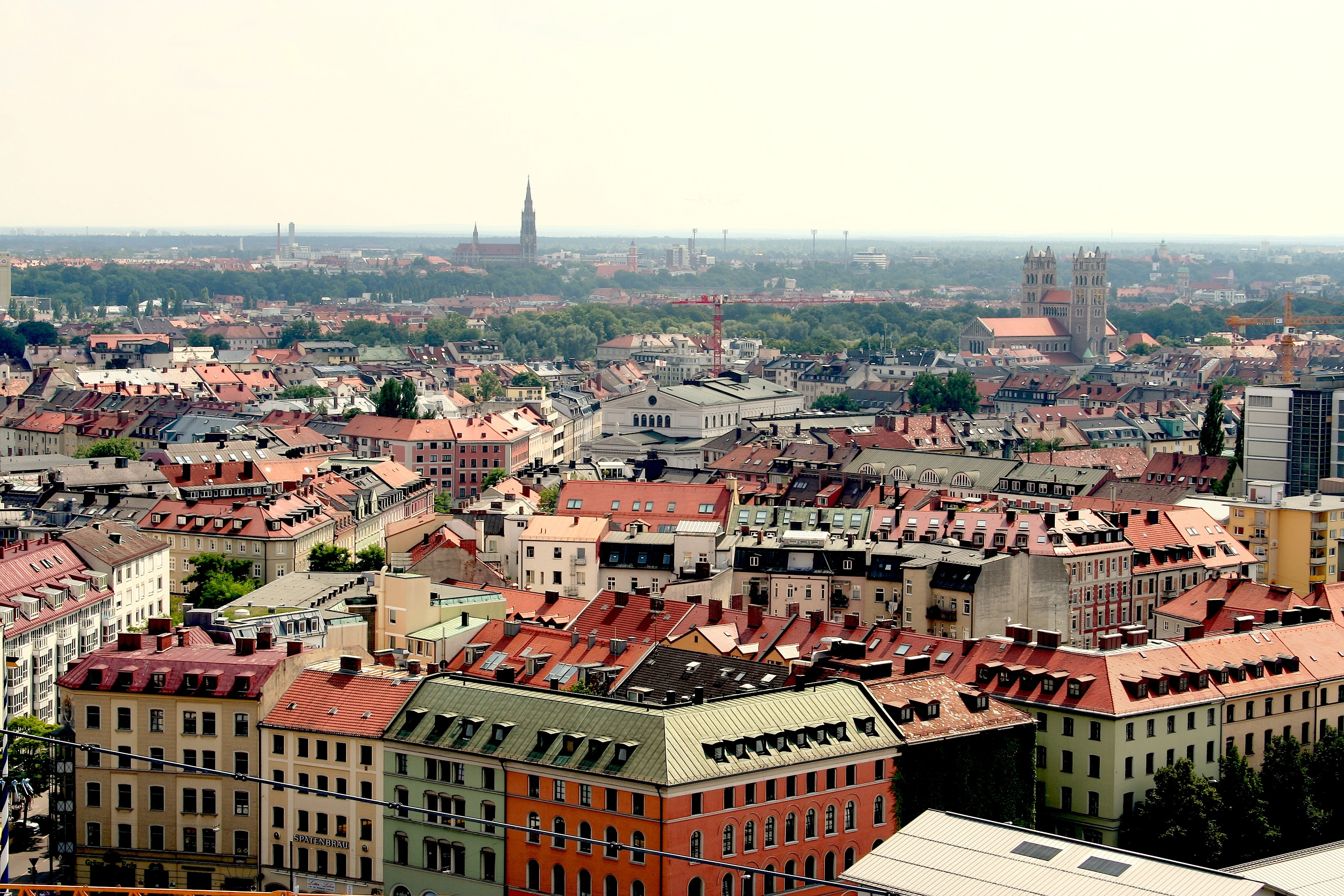
伊萨尔近郊的格特纳广场社区一览

路德维希近郊-伊萨尔近郊（德語：Ludwigsvorstadt-Isarvorstadt）是德国巴伐利亚州首府慕尼黑的第2市辖区。它由路德维希近郊和伊萨尔近郊两个分区组成。

## 方位
该市辖区是在1992年，通过将市中心西南部的路德维希近郊与伊萨尔近郊的三个前市辖区——屠宰房社区（Schlachthausviertel）、钟溪社区和德意志博物馆（Schlachthausviertel）合并后成立，并呈夹子状包围在老城的南部。由于这一区受到沿伊萨尔河岸延伸的绿化带、旧南部公墓和特蕾西娅草坪的环绕，使得慕尼黑内城范围的南部拥有显著的开放空间和绿地。
该市辖区从北至东的边界依次由阿努尔夫大街、穆勒大街、鲁姆福德大街和双桥大街所组成，而东南缘的伊萨尔河、西南缘的慕尼黑南环铁路轨道、西缘的特蕾西娅高地和哈克桥则形成了另外三个方向的边界。在路德维希近郊和伊萨尔近郊这两个市分区之间的边界则是沿着林德虫大街划分。由于这里是森德灵大街的延伸部分，后者在老城内也是作为哈肯社区和安格尔社区的边界，因此路德维希近郊和伊萨尔近郊最初也被分别称为“外哈肯社区”和“外安格尔社区”。此外，博物馆岛的南部地带（路德维希桥以南）亦属伊萨尔近郊管辖。
与之相邻的市辖区分别是北部的马克斯近郊、东北部的老城-莱赫尔、东部和东南部彼岸的坳-海德豪森和下吉兴-哈拉兴、南部的森德灵以及西部的施万塔勒高地。

## 历史
市辖区的结构和功能是受其发展历史所影响，并且各社区不尽相同：围绕火车总站的“车站社区（Bahnhofsviertel）”在第二次世界大战期间因盟军的空袭而遭受了很大程度的破坏，并在战后对住宅及商业楼宇进行了重建。除了许多批发及零售商外，车站周边还有大量的宾馆饭店、成人用品店、电脑和电子产品店以及国际化的小吃店。这里的街道风貌很大程度上受到土耳其移民的影响。包含特蕾西娅草坪的“草地社区（Wiesenviertel）”是慕尼黑啤酒节的活动场所。这里的典型风格是19世纪落成别墅和公寓小区设计，如今已移作办公场所。而最为显著的建筑物则是歌特复兴式的圣保禄教堂。草地社区以东是“诊所社区（Klinikviertel）”，这是以路德维希·马克西米利安大学所建的内城诊所为主。车站社区及诊所社区是通过席勒大街相连。
直至1819年，伊萨尔近郊也仅统计有2300位居民，包括183幢住房和19幢国政或市政建筑。由于大量小溪经此流淌，这里也成为磨坊工、园丁、送奶工、洗涤工、漂白工、木匠、筏匠、马贩和临时工等稍显贫困的人群的住所。在如今的帕尔姆大街（Palmstraße，原称树脂之角）还留存有当时城市的树脂萃取器。巴伐利亚兵团于18世纪初迁入伊萨尔近郊。在双桥大街的北侧设有巴伐利亚军事法庭的绞刑架。穆勒大街在1775年也建起一座军队医院。在如今的博物馆岛（当时称“煤岛”）则驻扎有选帝侯权的伊萨尔兵营。而马克西米利安一世国王于1811年在伊萨尔河的对岸建立了重骑兵营。马克西米利安二世国王则于1854年在煤街（Kohlstraße）暨今专利局的位置上建起一间骑术学校。其它出现的军事建筑还包括在伊萨尔近郊的三个火药厂和在盖耶大街（Geyerstraße）的多个炮兵车间。不过，也有众多的花园分布于此，例如赫尔佐格·阿尔伯蒂游乐花园（Herzog-Alberti-Lustgarten）、克劳德·克莱尔花园（Claude-Clair-Garten）、酪乳花园（Buttermelchgarten）和沃尔花园（Wollgarten）。此外，还落成有一些城市宫殿，如佩森溪畔的多米尼库斯·盖耶外科庭院（Hofchirurgs Dominikus Geyer）、弗劳恩霍夫大街上的鲁菲尼宫（Ruffinischlössl）、猎宫（Jagdschlössl）以及花街上的列奥波德宫。在19世纪末的城市扩张期间，又形成了屠宰场社区、德莱米伦社区、钟溪社区和格特纳广场社区作为公寓区及商业区。随着屠宰场和养殖场以及皮革及纺织工厂的出现，大量犹太人从加利西亚迁居至伊萨尔近郊，使这里成为慕尼黑的犹太社区。此外，众多妓院也纷纷开设。在魏玛共和国时期，纳粹党便是于此成立壮大。在第二次世界大战期间，伊萨尔近郊的工业领域成为盟军轰炸的目标，共造成226座建筑和3135间寓所被摧毁。
其余建于19世纪末的出租房产至今仍有非常高、并且大部分整齐的旧建筑形态。由于城市面积的扩大以及对废弃的工业及商业领域进行重新利用，使得该市辖区的传统产业结构发生了变化，服务行业已成为这些社区的主要工作提供方。仍然对慕尼黑经济具有重大意义的是配备肉类大市场和大量肉类批发及零售商店的慕尼黑屠宰场。
通过将老旧的住宅建筑进行现代化翻修，以及随着发生的租金大幅上涨，并且通过在前商业区域设立独立产权公寓，使得市辖区个别部分的社会结构观念发生了变化（士紳化）。在这一过程最明显可见的是在钟溪社区和屠宰房社区等原居民区的“老百姓”。在钟溪社区和花园广场社区的许多地方如今几乎全是高收入的居民。两个市分区目前为慕尼黑租金最高。由设计师菲利普·斯塔克对前劳工局进行改造，以及将与之相邻的原AOK大楼转化成伊萨尔-城市宫殿（Isar-Stadtpalais）被引为慕尼黑士紳化的典型实例。穆勒大街的热电厂也被改造成豪华住宅项目“The Seven”，并在2014年成为全市最贵的住宅。
此外，两个市分区也被认为是男同性恋者的活动场所。而相对于钟溪社区和花园广场社区的转型，这一市辖区的其他部分仍有着较高的失业率及贫民，并且外来人口的比例亦高于全市平均水平。

## 代表性地点及建筑
- 圣伊丽莎白教堂 (慕尼黑)（德语：St. Elisabeth (München)），后洛可可风格的教堂。
- 位于伊萨尔河畔博物馆岛的德意志博物馆。
- 位于博物馆岛及德意志博物馆对面的欧洲专利局总部大楼（德语：Europäische Patentorganisation）
- 位于圣保禄广场11号、从1892年至1906年间修建的圣保禄教堂（德语：St. Paul (München)）。这座令人印象深刻的宗座圣殿是由建筑师格奥尔格·冯·豪贝里泽（德语：Georg von Hauberrisser）所设计，采用哥特复兴式风格。
- 位于塔尔基兴大街和裴斯泰洛齐大街之间的旧南部公墓（德语：Alter Südfriedhof (München)），它已不再作为墓地使用，并受古迹及自然文物保护。
- 位于兰德维尔大街、施万塔勒大街和阳光大街之间的巴洛克风格慕尼黑德国剧院（德语：Deutsches Theater München）。
- 位于施万塔勒大街的慕尼黑工会之家（德语：Münchner Gewerkschaftshaus）是慕尼黑大部分行业工会和DGB慕尼黑的办公场所。
- 位于斯塔修斯和火车总站之间的马特海泽（德语：Mathäser）曾是几个世纪以来一个受欢迎的啤酒屋，在1918年也曾有一段时间作为慕尼黑苏维埃政权的总部。经过二战的严重破坏后，它被改造成了名副其实的啤酒城，内设16个餐厅和德国最大的电影院，并在1999年至2003年新建为一座内置有14个放映厅和多家酒吧及商店的现代化影城。
- 格特纳广场国家剧院（德语：Staatstheater am Gärtnerplatz）于1865年在慕尼黑伊萨尔近郊热闹的格特纳广场开幕。
- 在赫尔曼·施密德大街有一座纪念碑，用以纪念原在此兴建的前犹太医院及姊妹之家（德语：Israelitisches Kranken- und Schwesternheim）。
- 在1892年至1908年根据海因里希·冯·施密特（德语：Heinrich von Schmidt）的方案所建造的天主教会圣马克西米利安堂（德语：St. Maximilian (München)），采用罗马复兴式建筑风格。
- 特蕾西娅草坪是一个占地42公顷的广场或特殊开放空间，可举办各种大型活动，其中包括世界闻名的慕尼黑啤酒节。

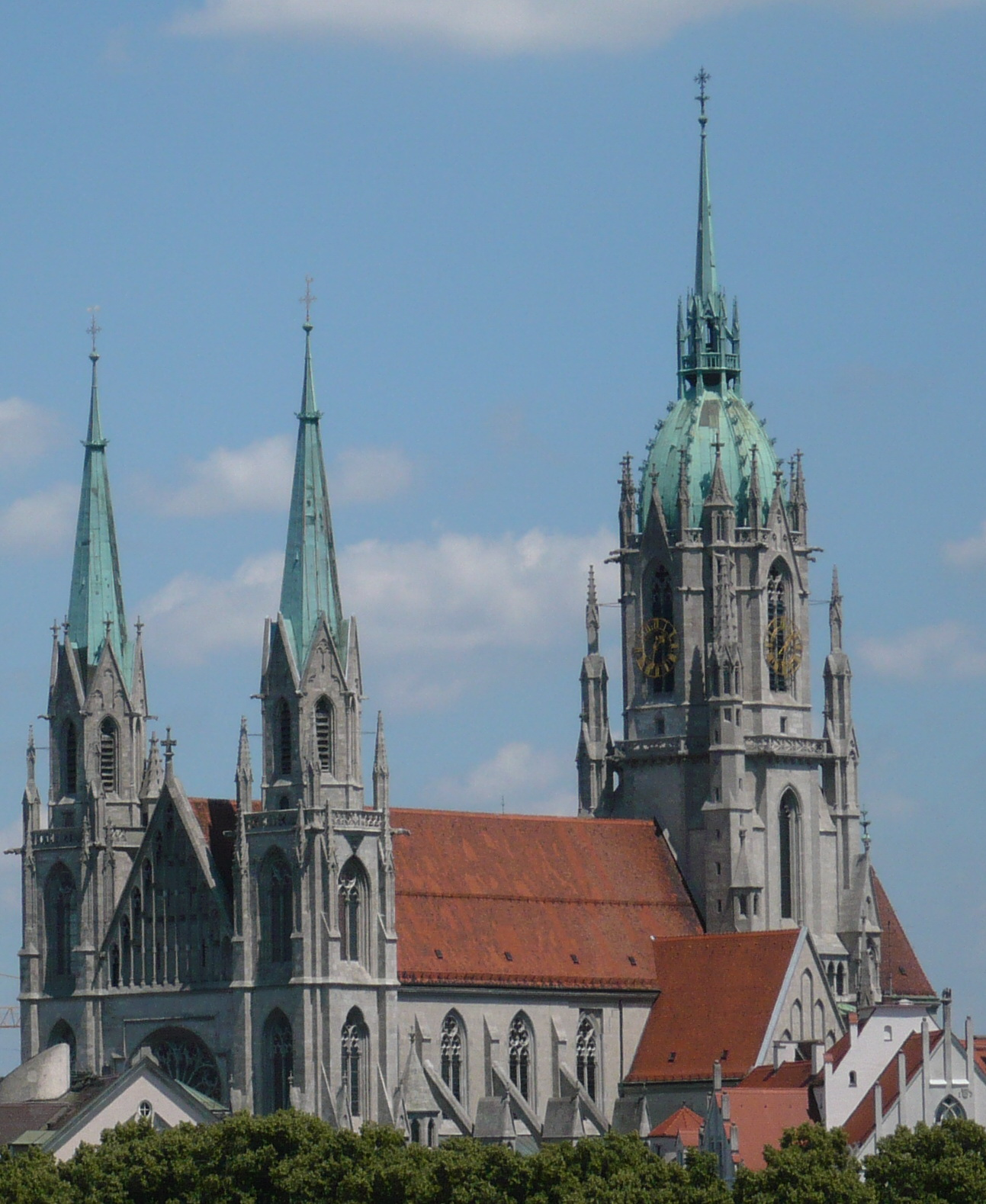
圣保禄教堂
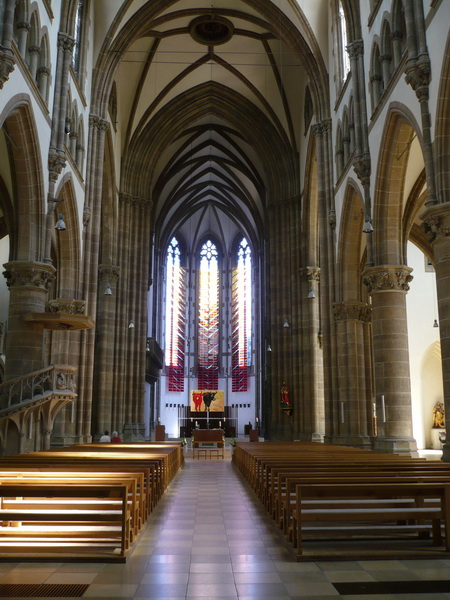
圣保禄教堂内部
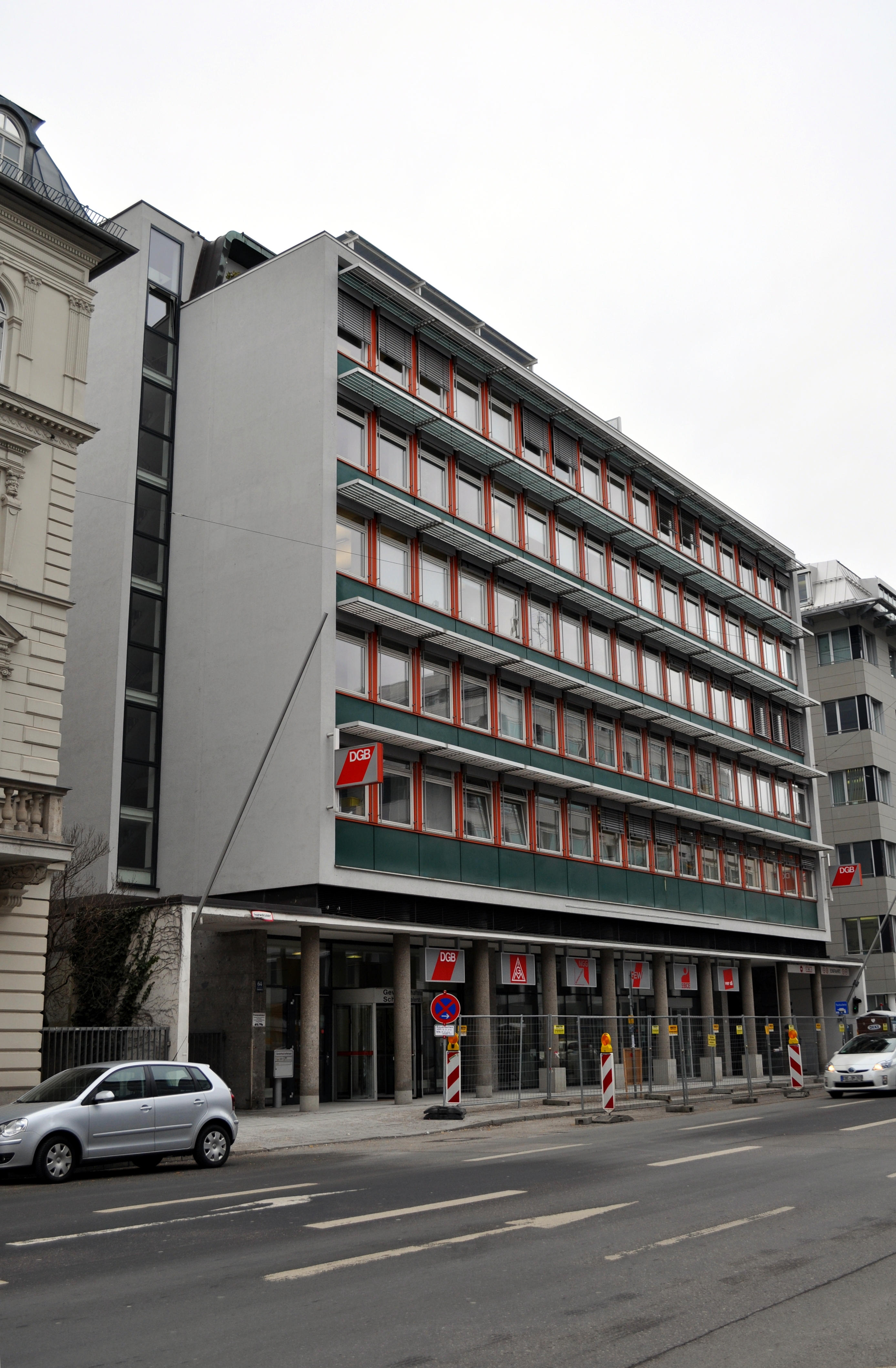
慕尼黑工会之家
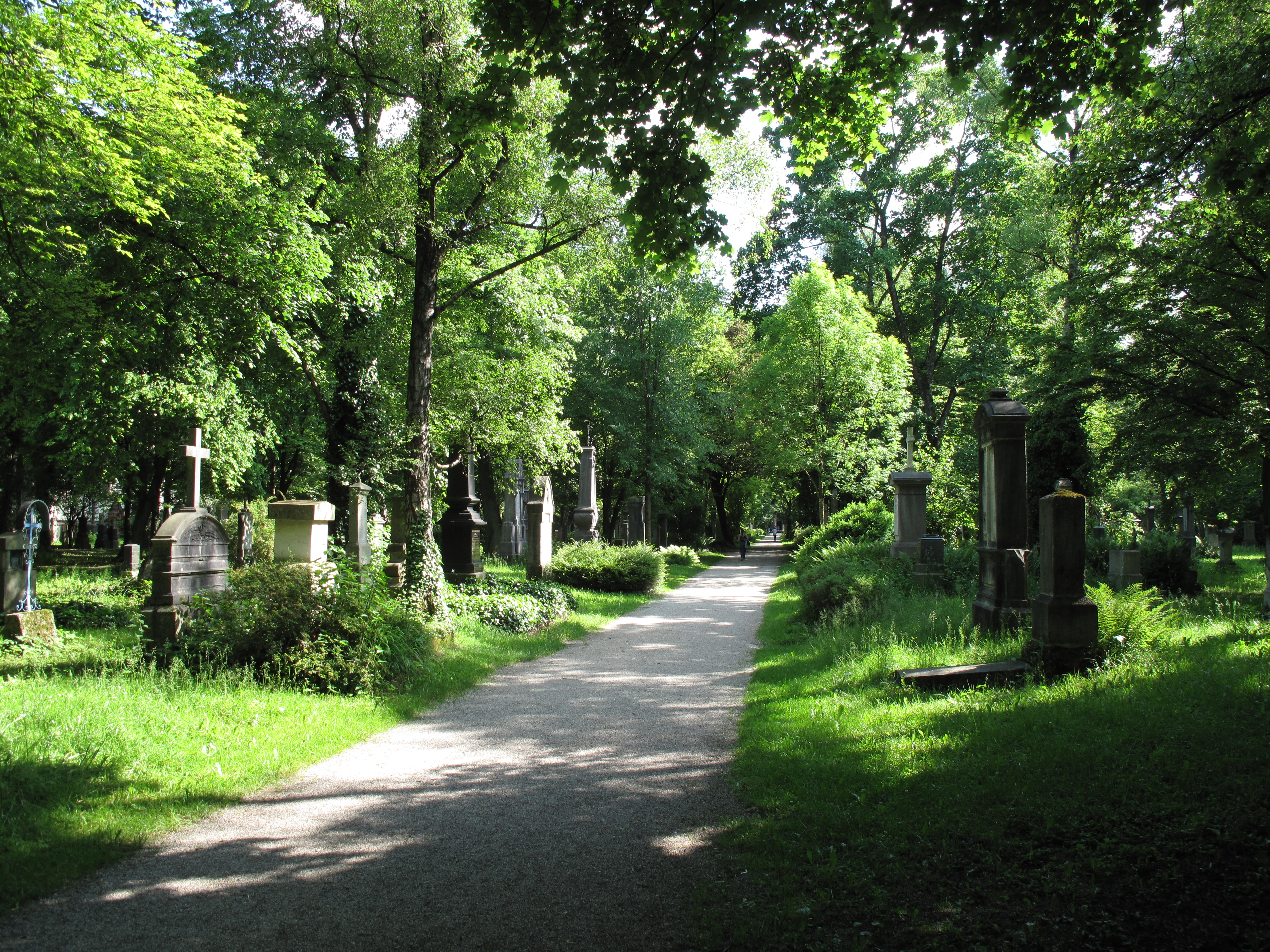
旧南部公墓
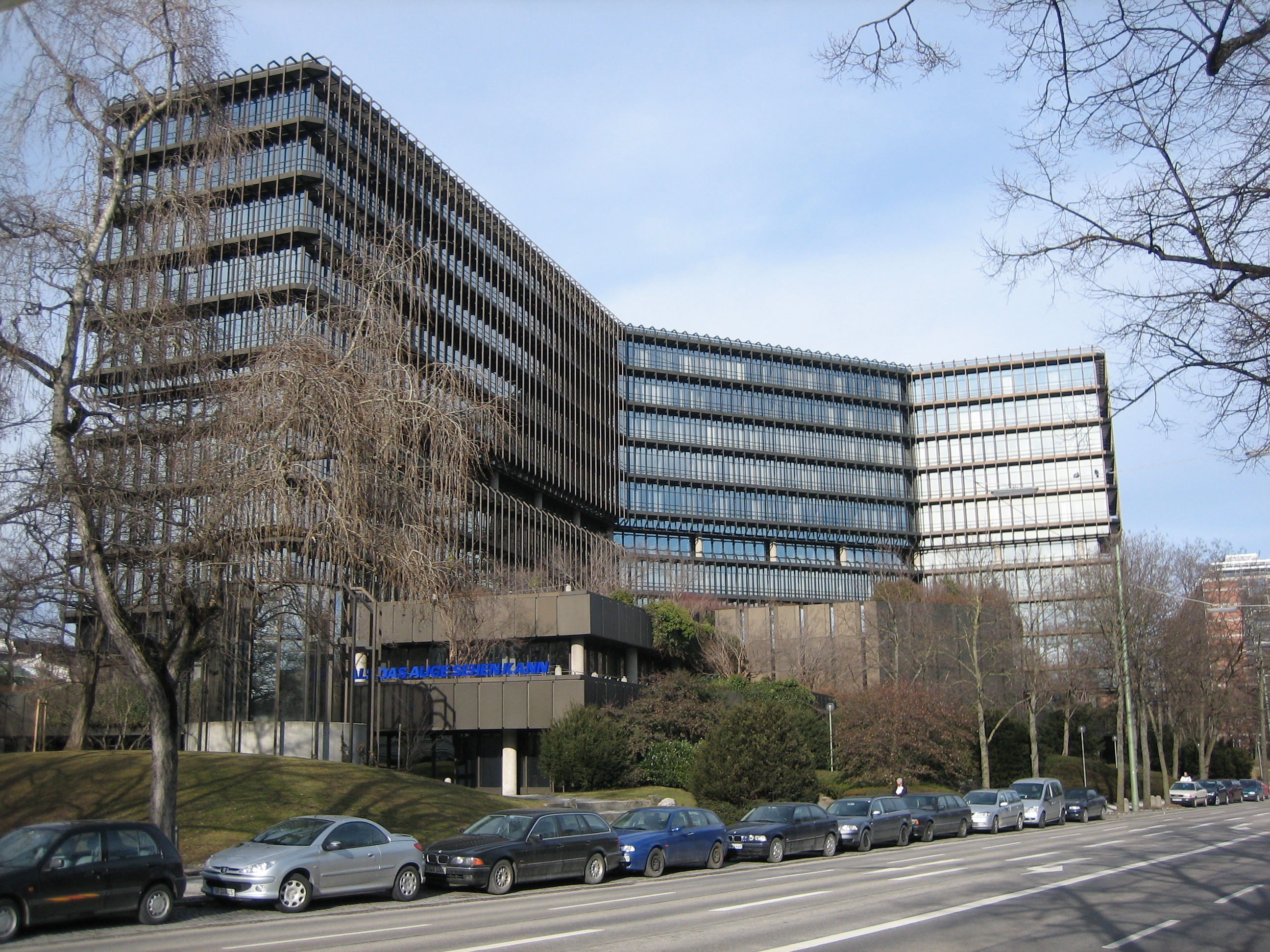
欧洲专利局总部大楼
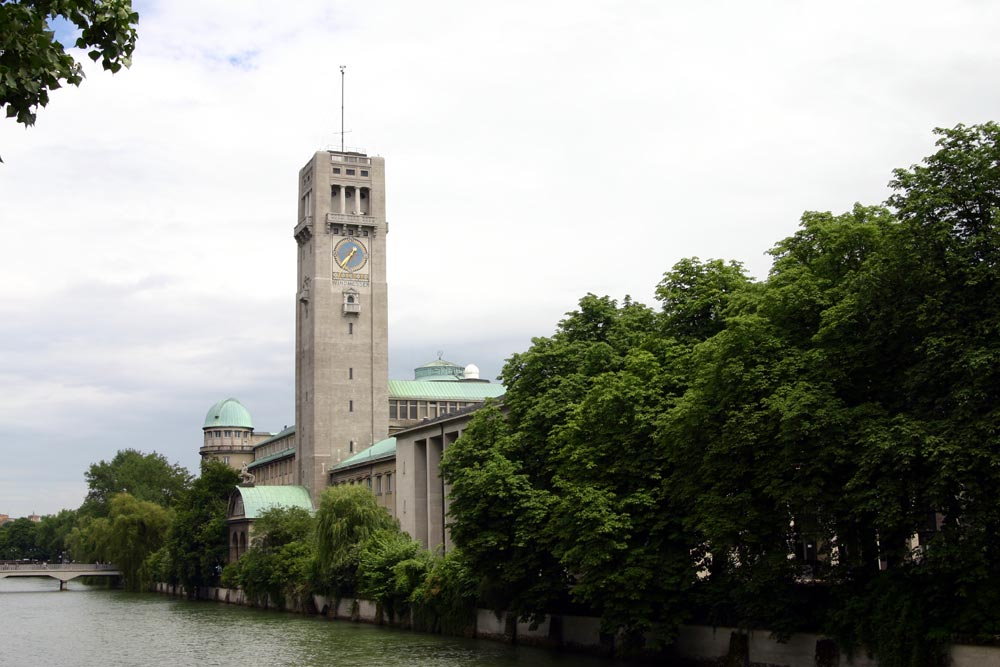
德意志博物馆
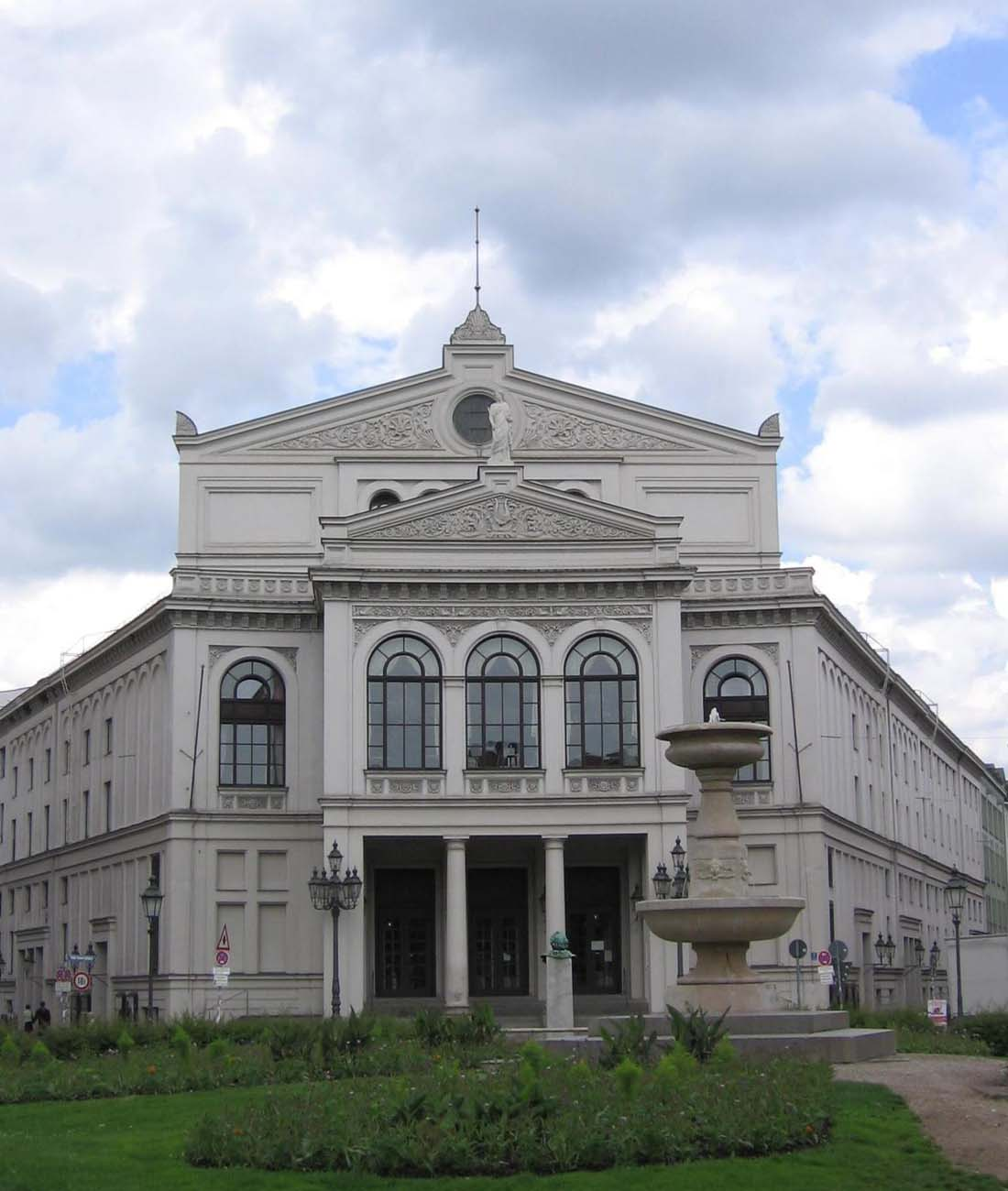
格特纳广场国家剧院
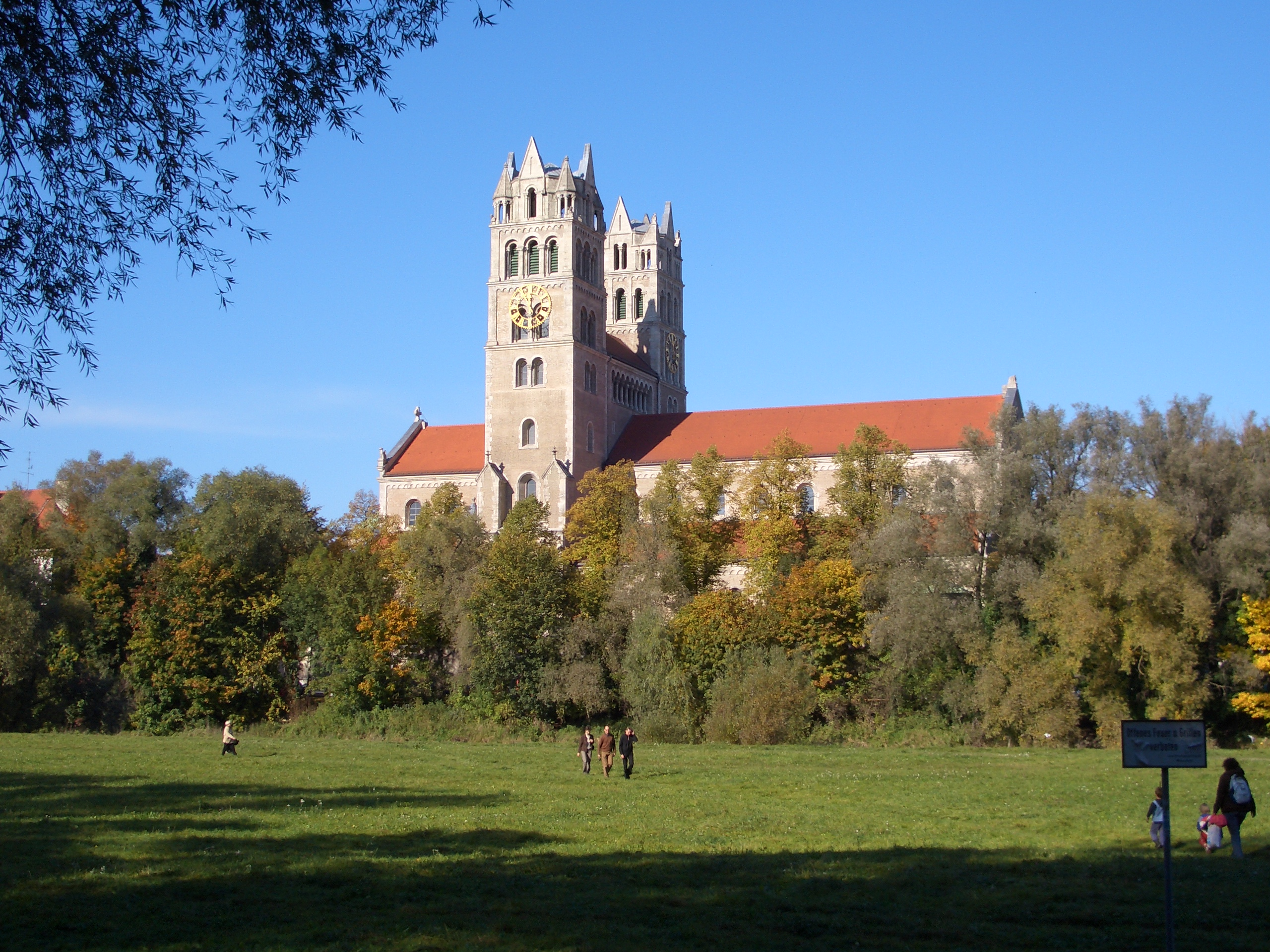
圣马克西米利安堂
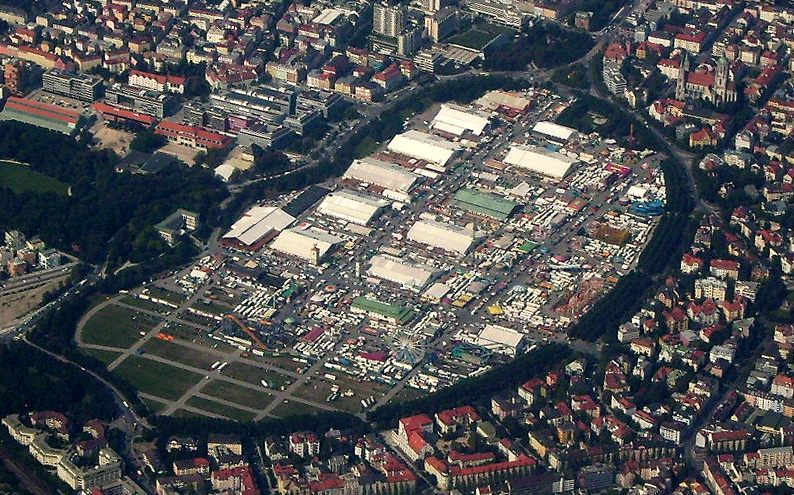
慕尼黑啤酒节开幕前一日的特蕾西娅草坪（2006年）

## 人口统计
(截至每年12月31日)
| 年份 | 人口   | 外国人（比例）  | 面积 （km²） | 人口密度 （每km²） | 来源及其它数据                                  |
| ---- | ------ | --------------- | ------------ | ------------------ | ----------------------------------------------- |
| 2000 | 44,451 | 14,301 (32.2 %) | 4.3875       | 10,131             | 慕尼黑统计年鉴2001 (PDF)                        |
| 2001 | 44,484 | 14,025 (31.5 %) | 4.3875       | 10,139             | 慕尼黑统计年鉴2002 (PDF)                        |
| 2002 | 44,059 | 13,684 (31.1 %) | 4.3875       | 10,042             | 慕尼黑统计年鉴2003 (PDF)                        |
| 2003 | 43,637 | 13,293 (30.5 %) | 4.3876       | 9,946              | 慕尼黑统计年鉴2004 （页面存档备份，存于） (PDF) |
| 2004 | 43,469 | 12,793 (29.4 %) | 4.3872       | 9,908              | 慕尼黑统计年鉴2005 （页面存档备份，存于） (PDF) |
| 2005 | 43,954 | 12,953 (29.5 %) | 4.3909       | 10,010             | 慕尼黑统计年鉴2006 （页面存档备份，存于） (PDF) |
| 2006 | 45,736 | 12,797 (28.0 %) | 4.3917       | 10,414             | 慕尼黑统计年鉴2007 （页面存档备份，存于） (PDF) |
| 2007 | 46,520 | 12,824 (27.6 %) | 4.3918       | 10,592             | 慕尼黑统计年鉴2008 （页面存档备份，存于） (PDF) |
| 2008 | 47,599 | 13,042 (27.4 %) | 4.4015       | 10,814             | 慕尼黑统计年鉴2009 (PDF)                        |
| 2009 | 46,446 | 11,944 (25.7 %) | 4.4015       | 10,552             | 慕尼黑统计年鉴2010 （页面存档备份，存于） (PDF) |
| 2010 | 47,357 | 12,255 (25.9 %) | 4.4015       | 10,759             | 慕尼黑统计年鉴2011 （页面存档备份，存于） (PDF) |
| 2011 | 48,231 | 12,614 (26.2 %) | 4.4015       | 10,958             | 慕尼黑统计年鉴2012 （页面存档备份，存于） (PDF) |
| 2012 | 49,657 | 13.604 (27.4 %) | 4.4015       | 11,282             | 慕尼黑统计年鉴2013 （页面存档备份，存于） (PDF) |
| 2013 | 50,620 | 14,346 (28.3 %) | 4.4014       | 11,501             | 慕尼黑统计年鉴2014 （页面存档备份，存于） (PDF) |
| 2014 | 52,177 | 15,778 (30.2 %) | 4.4014       | 11,855             | 慕尼黑统计年鉴2015 （页面存档备份，存于） (PDF) |

## 政治
路德维希近郊-伊萨尔近郊上一次的区议会选举是在2014年3月16日。其议席分配如下：绿党9席，基社盟6席，社民党6席，粉红阵线3席以及自民党1席。在路德维希近郊-伊萨尔近郊共38827名符合投票资格的居民中，有15936人行使了自己的表决权，选民投票率约为41%。绿党及粉红阵线在议会中组成了党团联盟，并总共拥有12个议席。现任区委主席亚历山大·米克洛西（粉红阵线）是在2014年5月7日通过制宪会议选举产生。